# Sophia Myles
Sophia Myles (Londen, Verenigd Koninkrijk, 18 maart 1980) is een Britse actrice.

## Jeugd
Sophia werd in Londen geboren. Haar vader Peter Myles was een anglicaans priester in Isleworth. Haar moeder Jane is een uitgever. Ze heeft een jongere broer genaamd Oliver, die lijfwacht is en afwisselend in Cornwall en Australië is. Myles groeide op in Notting Hill. Toen ze elf jaar oud was, verhuisde ze met haar familie naar Isleworth. Op haar zestiende werd ze tijdens de opvoering van een toneelstuk ontdekt door Julian Fellowes (scenarioschrijver van Gosford Park), die haar een rol gaf in de televisiefilm The Prince and the Pauper. In 1999 werd Myles geaccepteerd om filosofie in Universiteit van Cambridge te studeren, maar ze koos ervoor om verder te gaan met haar acteerwerk.

## Carrière
Haar eerste grote film was Mansfield Park. Ze speelt meestal bijrollen in zowel Amerikaanse als Engelse producties, zoals Underworld en het vervolg daarop, Underworld: Evolution. In 2001 speelde ze de vrouw van Johnny Depp in de film From Hell. In 2004 speelde Myles Lady Penelope in de film Thunderbirds. In 2006 speelt ze haar eerste hoofdrol in Tristan & Isolde als Isolde. Ze wordt door diverse filmbladen een veelbelovende actrice genoemd. Sommigen vergelijken haar met actrice Kate Winslet.

## Privéleven
Myles woont tegenwoordig in Green Park (Londen) en haar bezigheden buiten het acteren zijn paardrijden, skiën, skaten en zwemmen.
In het verleden heeft ze een relatie gehad met de 34 jaar oudere acteur Charles Dance, die ze leerde kennen tijdens de opnames van The Life and Adventures of Nicholas Nickleby, waarin hij haar oom Ralph Nickleby speelde. Geen van beiden hebben ooit over hun relatie gesproken in het openbaar.
Na haar relatie met Dance werd er gedacht dat ze een relatie met haar Colditz tegenspeler Damian Lewis had. Zijzelf ontkende de geruchten.
In oktober 2005 kreeg ze een relatie met Schotse acteur David Tennant. Ze hebben elkaar ontmoet toen ze Madame de Pompadour speelde in een gastrol in de televisieserie Doctor Who. Vlak hierna vertrok Myles naar Los Angeles voor de opnames van de televisieserie Moonlight. In oktober 2007 verbrak Tennant hun relatie per telefoon.

## Andere projecten
Myles heeft buiten haar filmtraject ook meegedaan aan videoclips van verschillende artiesten. Zo was zij in 2003 te zien in Ronan Keatings Love Wont Work (If We Don't Try). Ook in de videoclip van Inflatable van de band Bush speelde ze mee. In 2006 was ze te zien in de videoclip van het nummer We Belong Together van Gavin DeGraw.

## Filmografie
- 2014 Transformers: Age of Extinction
- 2008 Outlander ... Freya
- 2007 Moonlight (televisieserie) ... Beth Turner (16 afleveringen)
- 2007 Hallam Foe ... Kate Breck
- 2006 Dracula (TV) ... Lucy Westenra
- 2006 Covert One: The Hades Factor (TV) ... Sophie Amsden
- 2006 Marple: Sleeping Murder (TV) ... Gwenda Halliday
- 2006 Doctor Who (televisieserie) "The Girl in the Fireplace" ... Madame de Pompadour
- 2006 Art School Confidential ... Audrey
- 2006 Underworld: Evolution ... Erika
- 2006 Tristan & Isolde ... Isolde
- 2005 Colditz (tv-miniserie) ... Lizzie Carter
- 2004 Thunderbirds ... Lady Penelope
- 2004 Out of Bounds ... Louise Thompson
- 2003 Underworld ... Erika
- 2002 The Abduction Club ... Anne Kennedy
- 2001 From Hell ... Victoria Abberline
- 2001 The Life and Adventures of Nicholas Nickleby (TV) ... Kate Nickleby
- 1999 Oliver Twist (tv-miniserie) ... Agnes Fleming
- 1999 Guest House Paradiso ... Dream Girl
- 1999 Mansfield Park ... Susan Price
- 1996 The Prince and the Pauper ... Lady Jane Grey